# Benedikt IV.
Benedikt IV., papa od 900. do 903. godine.